# Вајхенцел
Вајхенцел (њем. Weihenzell) општина је у њемачкој савезној држави Баварска. Једно је од 58 општинских средишта округа Ансбах. Према процјени из 2010. у општини је живјело 2.819 становника. Посједује регионалну шифру (AGS) 9571217.

## Географски и демографски подаци
Вајхенцел се налази у савезној држави Баварска у округу Ансбах. Општина се налази на надморској висини од 387 метара. Површина општине износи 45,2 km². У самом мјесту је, према процјени из 2010. године, живјело 2.819 становника. Просјечна густина становништва износи 62 становника/km².

## Међународна сарадња
| Мјесто | Држава    | Врста сарадње | Од    |
| ------ | --------- | ------------- | ----- |
|        | Француска | партнерство   | 1985. |
| Извор  |           |               |       |